# Manuel Paleolog (despota)
Manuel Paleolog (gr. Μανουήλ Παλαιολόγος, ur. ok. 1301, zm. we wrześniu 1320 w Konstantynopolu) – syn cesarza bizantyńskiego Michała IX Paleologa i jego żony Rity Armeńskiej.

## Życiorys
Manuel był drugim synem Michała IX. W dzieciństwie otrzymał tytuł despoty. We wrześniu 1320 został zamordowany w Konstantynopolu przez siepaczy nasłanych przez swojego brata Andronika III Paleologa, który pomylił go z rywalem swojej kochanki. 
Tragiczna śmierć Manuela przyspieszyła zgon 43-letniego Michała IX Paleologa. Była też jedną z przyczyn wojny domowej w Bizancjum (1321–1328).